# Katharina Copony

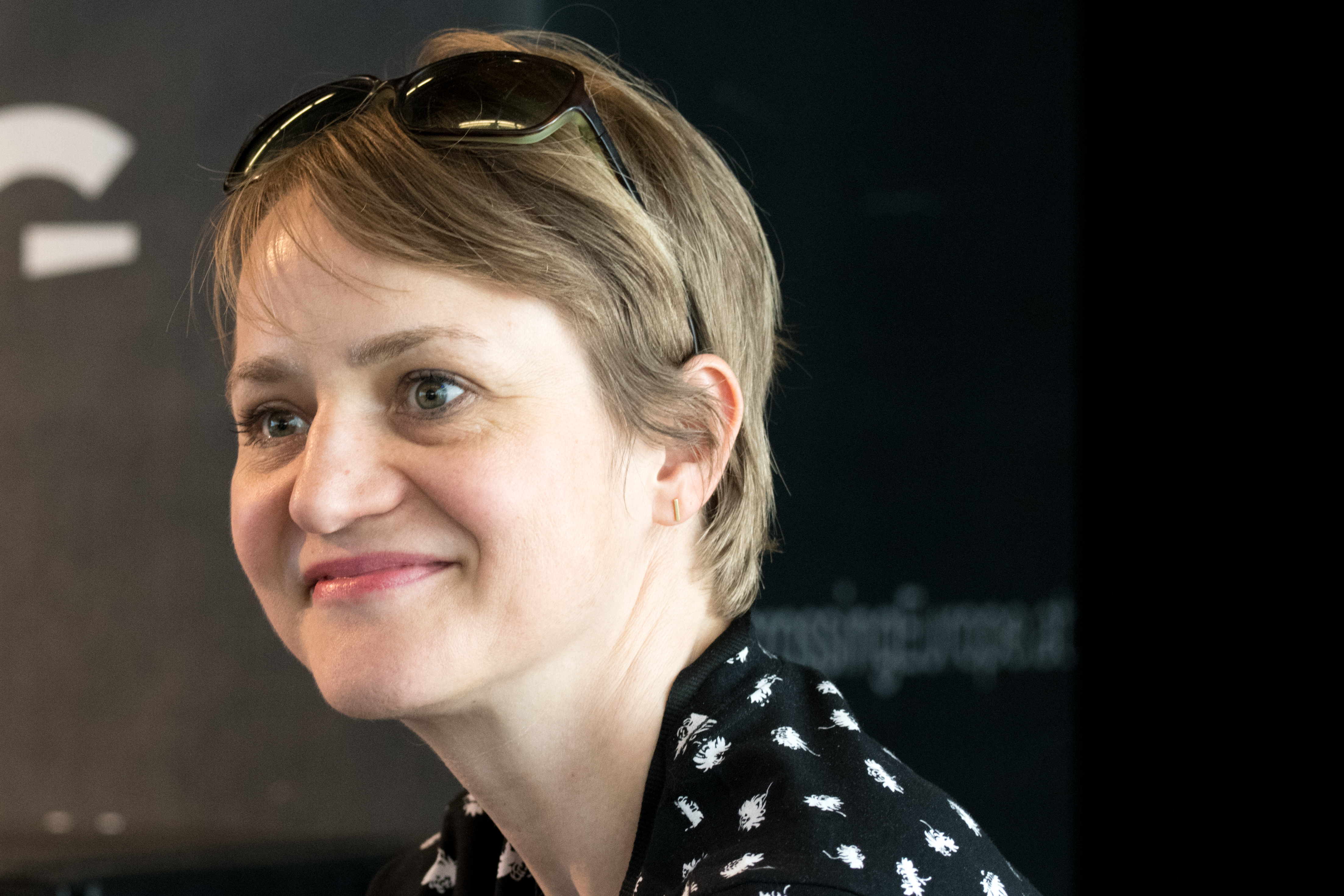
Katharina Copony (2018)

Katharina Copony (* 26. Dezember 1972 in Graz; † 9. November 2024 in Wien) war eine österreichische Filmemacherin.

## Leben und Schaffen
Katharina Copony wuchs in der Südsteiermark und in Graz auf. Sie studierte zuerst Kunstgeschichte in Graz und absolvierte anschließend ein Studium der visuellen Mediengestaltung bei Peter Weibel an der Universität für angewandte Kunst in Wien und an der Universität der Künste in Berlin.
In den 1990er Jahren nahm sie mit ihren Videoarbeiten an Ausstellungen bildender Kunst teil, realisierte Multimedia-Projekte und war im Rahmen des Arcus Project in Japan Artist in Residence. Es folgten Aufenthalte in Rom, London und Sarajevo.
Als Script/Continuity und Regieassistenz wirkte Katharina Copony an zahlreichen Spielfilmen mit (unter anderen von Barbara Albert, Valeska Grisebach, Isabelle Stever, Jessica Hausner). Ihr erster Film gemeinsam mit Emily Artmann widmete sich in einem Gespräch ihrem Onkel H. C. Artmann.
Ihre dokumentarischen Filme setzen sich mit ephemeren Räumen sowie gesellschaftlichen und topografischen Übergangszonen auseinander. Diese Bereiche erfahren auch eine formale und konzeptuelle Parallelführung. „Natürlich ist es wesentlich ein Konzept zu haben, aber ich will auch offen bleiben für etwas, das ich vorher nicht geplant habe. Finden, was man nicht gesucht hat. Mich interessieren Filme, die der Malerei oder einem Gedicht ähneln und nicht einem Roman.“ Stimmen, die durch ihre Filme hindurch sprechen, haben eine besondere Bedeutung für Coponys Werk.

“Andreas L. Hofbauer wrote the text alongside the footage. We watched the rough cut together without any audio. Subsequently, we talked about what becomes visible in this material. We thought about a ‘phantom logbook’, records of an indefinite subject. The text speaks from differing perspectives and is polyphonic as it buzzes gently through the film. The whisperings are in two tongues, both spoken and in asynchronously staggered subtitles that fade in and out and stand by themselves. The German text was then translated into Sardinian and Italian, another form of multifacetedness and transmission.”

„Andreas L. Hofbauer hat den Text zum Filmmaterial geschrieben. Wir haben uns gemeinsam den Rohschnitt ohne Ton angesehen. Anschließend haben wir darüber gesprochen, was in diesem Material sichtbar wird. Wir dachten an ein ‚Phantom-Logbuch‘, Aufzeichnungen eines unbestimmten Subjekts. Der Text spricht aus verschiedenen Perspektiven und ist vielstimmig, er schwirrt sanft durch den Film. Das Geflüster ist zweisprachig, sowohl gesprochen als auch in asynchron gestaffelten Untertiteln, die ein- und ausgeblendet werden und für sich stehen. Der deutsche Text wurde dann ins Sardische und Italienische übersetzt, eine weitere Form der Vielschichtigkeit und Übertragung.“

Ihre Filme werden auf internationalen Festivals sowie im Fernsehen gezeigt und vom österreichischen Filmverleih Sixpackfilm vertrieben.
Im Dezember 2019 veranstaltete das Filmarchiv Austria eine Werkschau ihres bisherigen filmischen Schaffens.
Copony starb am 9. November 2024 nach schwerer Krankheit im Alter von 51 Jahren in Wien.

## Filmografie
- 2001: der wackelatlas – sammeln und jagen mit H.C. Artmann (Buch und Regie)
- 2004: Kanegra (Buch und Regie)
- 2006: Il Palazzo (Buch und Regie, Produktion)
- 2009: Oceanul Mare (Buch und Regie, Produktion)
- 2014: Spieler (Buch und Regie)
- 2016: Moghen Paris (Buch und Regie, Produktion)
- 2019: In der Kaserne (Buch und Regie)

## Auszeichnungen
- 2001: Fernsehpreis der Österreichischen Erwachsenenbildung für der wackelatlas – sammeln und jagen mit H. C. Artmann
- 2006: ARTE-Dokumentarfilmpreis der Duisburger Filmwoche für Il Palazzo
- 2009: 3sat-Dokumentarfilmpreis der Duisburger Filmwoche für Oceanul Mare[9]
- 2012: Outstanding Artist Award für Dokumentarfilm
- 2016: Erste Bank MehrWERT-Filmpreis Viennale ’16 für Moghen paris – und sie ziehen mit[10]
- 2017: Best Film beim International Intangible Heritage Festival (IIFF), Jeonju / Korea